# Акция (политика)
А́кция (от лат. actio — «деятельность») — публичные общественно-политические действия, ставящие целью привлечь внимание к чему-либо.
Зачастую акции не имеют чёткой долгосрочной цели и не связаны с другими мероприятиями, в которые вовлечены их участники. Часто нет системы или закономерности проведения акций, трудно определить иерархию, структуру участников, и в то же время легко выделить неформальных лидеров и участников. Деятельность, в которой акцент переносится с цели дела (которой может и вовсе не быть) на привлечение внимания. Акционизм привлекает сиюминутными действиями. В акции важна незаконченность процесса и возможность для людей, ставших свидетелями акции, принять в ней участие. Главная цель в акционизме — привлечение внимания со стороны СМИ и людей «здесь и сейчас». Акции имеют общие черты со стихийными выступлениями.

## История
Стихийные выступления, имевшие место в XIX — начале XX века, были раскритикованы В. И. Лениным, предложившим строить партию нового типа, состоящую из сознательных членов, ведущих свою работу постоянно. После студенческих выступлений 1968 года, Т. Адорно раскритиковал акционизм за то, что участник стихийной акции «отказывается задуматься о своем собственном бессилии». В современных условиях организаторы общественно-политических акций прямого действия (от англ. direct action — «прямое действие») проводят их, в большинстве случаев не опираясь на поддержку со стороны масс. Как правило, они немногочисленны и объединяют до нескольких десятков человек. В то же время в грамотно подготовленные акции могут быть вовлечены миллионы людей в разных городах, странах и государствах.
Главное для организаторов стихийных акций — действие и его эмоциональный эффект, а не результат. Одной из форм акционизма являются флешмобы. Серьёзные общественно-политические силы противопоставляют акционизму сознательную борьбу за те или иные права или определённые требования. Соответственно, одиночным акциям общественные деятели и политики противопоставляют серьёзную теоретическую работу и проведение массовой разъяснительной работы, а публичные выступления приобретают системный характер, выливаются в политические кампании. (Например, антиалкогольная кампания, предвыборная кампания.)
Наибольшую популярность акционизм имеет в молодёжном движении. Правительство России, в 1990-е годы отказавшись от проведения комплекса мер по государственной молодёжной политике, в ряде случаев стало ограничиваться отдельными крупными массовыми акциями. Наиболее известная акция последних лет — «Георгиевская ленточка», призванная обратить внимание молодёжи на такие ценности, как патриотизм, уважение к ветеранам.
Среди оппозиционных общественных объединений России акционизм также приобрёл определённую популярность. Для оппозиционеров акционизм иногда выражается в виде несанкционированных и неожиданных для властей акций. Национальная социологическая энциклопедия даёт следующее определение акционизму:
Тактика определённых, чаще всего экстремистски ориентированных социальных групп, в основе которой лежат не ясно осознанные политические цели, но спонтанный протест против властей.
Акционизм стал одним из главных методов борьбы в таких объединениях, как запрещённая Национал-большевистская партия и Авангард красной молодёжи. Тяготеют к акционизму также анархисты и прочие неформалы. Зачастую даже сами участники не понимают, зачем они участвуют в акциях и к чему подобные выступления приведут. В своей статье с разоблачением акционизма на марше «Антикапитализм» 2006 года лидера РКСМ(б) А. С. Батов так описывает поведение активистов Авангарда красной молодёжи (АКМ), вызвавшее задержание участников мероприятия, проходившего во время саммита Большой восьмёрки в Санкт-Петербурге:
Ещё до саммита была чётко видна нацеленность этой организации на самопиар. На марше это предположение полностью подтвердилось. Самопиар любой ценой. Поведение колонны АКМ изначально носило достаточно провокационный характер. Скандирование, флаги, маски — короче, полный набор атрибутов, на который у ментовского начальства выработался хватательный рефлекс.
По мнению А. С. Батова, акционизм — это «практика без теории», метод, «не только не помогающий, но часто и вредящий» серьёзным и перспективным целям политической борьбы.